# Apotropina lutea
Apotropina lutea är en tvåvingeart som först beskrevs av de Meijere 1906.  Apotropina lutea ingår i släktet Apotropina och familjen fritflugor. Inga underarter finns listade i Catalogue of Life.